# بل آمی (کمپانی فیلم پورن)
بل آمی (انگلیسی: Bel Ami) نام شرکتی در اسلواکی است که به تولید فیلم‌های پورنوگرافی گی می‌پردازد و دفترهایی در براتیسلاوا، پراگ و بوداپست دارد. این شرکت در سال ۱۹۹۳ به وجود آمد. از بازیگران معروفی که با آن همکاری کرده‌اند، تیم همیلتون، تامی هانسن و یوهان پولیک هستند.